# Mychajlo Sokolovskyj
Mychajlo Sokolovskyj (Oekraïens: Михайло Іванович Соколовский, Russisch Михаил Иванович Соколовский) (Slovjansk, 15 november 1951) is een voormalig Oekraïens voetballer en trainer. Ten tijde van de Sovjet-Unie stond hij vooral bekend onder zijn Russische naam Michail Sokolovski.

## Biografie
Hij begon zijn carrière bij Avangard Kramatorsk en maakte dan de overstap naar SKA Kiev. Vanuit Metalloerg Zaporizja trok hij naar Sjachtjor Donjetsk waar hij dertien jaar zou spelen. Hij kwam 400 wedstrijden uit voor de club, waarmee hij de speler is met het meest aantal wedstrijden voor de club ten tijde van de Sovjet-Unie. In totaal waren er slechts vier spelers die voor andere clubs vaker in actie kwamen. Hij werd twee keer vicekampioen met de club en won twee keer de beker. Hij beëindigde zijn carrière bij Krystal Cherson. 
Na zijn spelerscarrière werd hij kort trainer.